# Kenianische Fußballnationalmannschaft der Frauen
Die kenianische Fußballnationalmannschaft der Frauen ist die Frauen-Fußballnationalmannschaft von Kenia und wird vom dortigen Fußballverband, der Football Kenya Federation, kontrolliert.
Der Spitzname der Mannschaft Harambee Starlets leitet sich von dem Swahili-Wort „Harambee“ ab, welches ungefähr bedeutet: „Lasst uns alle zusammen an einem Strick ziehen“.

## Spiele
Die Nationalmannschaft nahm bisher an keiner Weltmeisterschaft teil.

### Fußball-Afrikameisterschaften
Kenia spielte drei Qualifikationsspiele für die Fußball-Afrikameisterschaft 2006. In den Jahren danach meldete sich Kenia zwar bei den Afrikameisterschaften an, zog aber vor den ersten Spielen zurück. Daher nahm Kenia erst 2014 wieder an den Qualifikationsspielen teil.
| 1991–1995 | nicht teilgenommen  |
| 1998–2000 | zurückgezogen       |
| 2002–2004 | nicht teilgenommen  |
| 2006      | nicht qualifiziert  |
| 2010–2012 | zurückgezogen       |
| 2014      | nicht qualifiziert  |
| 2016      | Vorrunde            |
| 2018      | nicht qualifiziert. |
| 2022      | zurückgezogen       |

## CECAFA Women’s Championship
- 2016: Zweiter
- 2018: Vierter
- 2019: Sieger
- 2022: nicht teilgenommen

Quelle: 

## Spielerinnen und Trainer
Es gab bisher vier Torschützinnen in offiziellen Spielen, die alle beim ersten Spiel Kenias gegen Dschibuti trafen. Florence Adhiambo mit drei Toren, Doreen Wanjala mit zwei sowie Lucy Mureu und Caroline Wanjala mit je einem Tor.

### Trainer
- Joseph Oyoo (um 2012)
- Justine Okiring Omojong (um 2014)
- David Ouma (seit 2015)